# Una fetta di limone/Il cane e la stella
Una fetta di limone/Il cane e la stella è il sesto singolo de I Due Corsari, pubblicato dalla Dischi Ricordi nel 1960.

## Il disco
I due brani rock and roll saranno inseriti nella raccolta del duo Giorgio Gaber e Enzo Jannacci pubblicata nel 1972.
In entrambe le canzoni i cantanti sono accompagnati dal complesso Rolling Crew.

## Una fetta di limone
Reinciso in seguito sia dal solo Giorgio Gaber ed inserito nell'album omonimo del 1961, sia dai due come Ja-Ga Brothers (ma con arrangiamento diverso) ed inserito nel Qdisc/Ep omonimo del 1983, unico disco pubblicato dal gruppo con tale denominazione. Il brano dei Due Corsari è stato inserito nella compilation del 1985 Gli urlatori (Polydor – 817 494-1). Nel 1965 i Delfini lo inseriscono nell'album omonimo con il titolo Signora (CDB – LDB 3001).
La canzone è stata spesso presente nella terza edizione del programma Non è la Rai: nel 1994 Anna Maria Di Marco e Stefania Del Prete, vocalist per Ilaria Galassi e Antonella Mosetti, eseguono una cover per la compilation Non è la Rai estate.

## Tracce
Edizioni musicali Dischi Ricordi.
Lato A
1. Una fetta di limone (testo: Umberto Simonetta – musica: Giorgio Gaber, Renato Angiolini)

Lato B
1. Il cane e la stella (testo: Scardina – musica: Enzo Jannacci)